# 까마귀자리 베타
까마귀자리 베타(Beta Crv, β Corvi, β Crv)는 남반구 하늘 까마귀자리에서 두 번째로 밝은 항성이다. 예전부터 불려 오던 이름으로 크라즈가 있으나 어원과 그 의미는 불명확하다.

## 이름
고유명칭 크라즈(Kraz)는 체코 천문학자 Antonín Bečvář의 저서 Atlas Coeli 에서 나온다. 폴 쿠니치 교수는 이 명칭의 어원을 찾을 수 없다고 말했다.
동아시아의 천문학에서 이 별은 진수(軫宿<)를 이루는 별(까마귀자리 베타, 감마, 에타, 델타) 중 하나이다. 베타별 하나만을 일컫는 이름은 진수사(軫宿四, 진수 별자리에서 네 번째)이다.

## 물리적 특징
까마귀자리 베타는 태양보다 무겁고 밝은 별이다. 질량은 태양의 3.7배에 나이는 약 2억 600만 년이다. 태양의 46억 년에 비하면 짧지만 질량이 크기 때문에 항성진화 단계에서 이 별은 주계열 단계를 떠났다. 분광형은 G5 II로 여기에서 광도분류 'II'는 베타가 밝은 거성임을 뜻한다. 대기 바깥쪽의 유효 온도는 약 5100 켈빈으로 G형 항성이 보여주는 노란색 빛을 뿜는다.
관측기구로 잰 베타의 각지름은 3.30 ± 0.17 밀리초각이다. 지구로부터 이 별까지의 거리가 약 146 광년(45 파섹)이므로 이로부터 베타의 실제 반지름은 태양의 약 16배임을 알 수 있다. 질량과 반지름으로부터 별의 밝기는 태양의 약 164배가 나온다. 수소 및 헬륨보다 무거운 원소의 대기 내 포함비율(천문학에서는 보통 중원소라고 부른다.)은 태양과 비슷하다.
이 별은 변광성으로 겉보기 등급은 최소 2.66에서 최대 2.60까지 변한다.

## 같이 보기
- 까마귀자리의 항성 목록